# متروبل

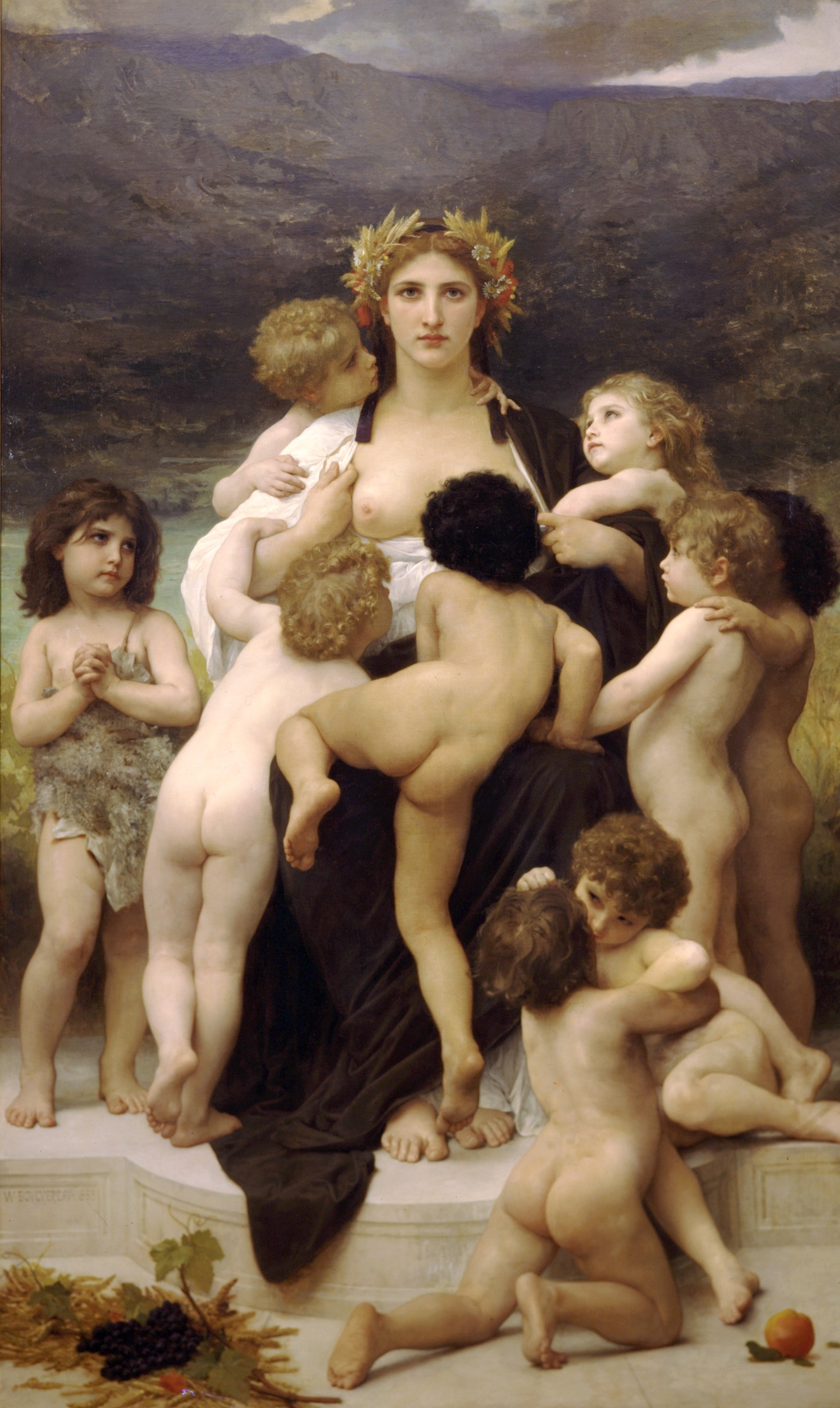

المتروبل (بالإنجليزية: metropole)‏ والتي تعني المدينة الأم هي الوطن أو المنطقة المركزية لإمبراطورية استعمارية. تم استخدام هذا المصطلح بشكل رئيسي في نطاق الإمبراطوريات البريطانية والفرنسية والبرتغالية لتعيين أراضيها الأوروبية، على عكس أراضيها الاستعمارية أو الخارجية.

## الإمبراطورية الرومانية
كانت عاصمة الإمبراطورية الرومانية إيطاليا. وباعتبارها موطنًا للرومان، فقد حافظت أيضًا على وضع خاص جعلها «ليست مقاطعة، بل دومينوس (حاكمة) المقاطعات».